# Journée du domaine public

Un logo en anglais paru en Pologne pour souligner le Public Domain Day de 2024/2025.

Le Public Domain Day (littéralement, « Jour du domaine public ») est un jour du calendrier qui célèbre, dans les pays soumis au copyright, les œuvres qui entrent dans le domaine public. Cette transition légale survient le plus souvent le 1er janvier. L'observation d'un Public Domain Day était initialement informelle, la plus ancienne mention connue est de Lawrence Lessig et remonte à 2004. Depuis le 1er janvier 2010, un site web liste les auteurs dont les ouvrages sont entrés dans le domaine public. Chaque année, plusieurs activités sont organisées dans le monde par différents organismes pour souligner cette journée.[réf. nécessaire]